# Invoking the Unclean
Invoking the Unclean es el primer demo de la banda de metal extremo Cradle of Filth publicado en 1992.

## Créditos
- Dani Filth - Voz
- Paul Ryan - Guitarras
- Benjamin Ryan - Teclados
- John Richard - Bajo
- Darren White - Batería